# La niñera (serie de televisión argentina)
La niñera es una sitcom argentina, basada en la serie estadounidense The Nanny. Protagonizada por Florencia Peña y Boy Olmi. Coprotagonizada por Agustina Córdova, Malena Luchetti y Mariano Colombo. Antagonizada por Carola Reyna. También, contó con las actuaciones especiales de Jorgelina Aruzzi y Lucía Galán y los primeros actores Roberto Carnaghi, Mirta Busnelli y Carmen Vallejo. La serie constó de dos temporadas (la primera, con 136 episodios, fue emitida en 2004 y la segunda, con 39 episodios, fue emitida en los primeros meses de 2005).

## Sinopsis
Flor Finkel (versión argentina de Fran Fine), es una mujer extravagante que comienza a trabajar de niñera en casa de una familia de la alta burguesía acomodada bonaerense, de apellido Iraola (Sheffield, en la original), conformada por el viudo Juan Manuel Iraola (Maxwell), más conocido como el Sr. Iraola, (el padre de familia) y sus tres hijos; Maggie, Agustín y Mica (Maggie, Brighton y Grace, respectivamente). Además, en la familia se integra, Fidel (Niles), el mayordomo de la casa, quien detesta a Teté (C.C.), la socia comercial de Iraola, quien quiere ser algo más que eso para él. Pero de a poco, Flor va dándole vida a la casa, convirtiéndola en un adorable hogar.

## Elenco y personajes
- Florencia Peña como Florencia "Flor" Finkel.
- Boy Olmi como Juan Manuel Iraola.
- Roberto Carnaghi como Fidel.
- Carola Reyna como Teresa Rolanda "Teté" López Lynch.
- Agustina Córdova como Margarita "Maggie" Iraola.
- Malena Luchetti como Micaela “Mica” Iraola.
- Mariano Colombo como Juan Agustín Iraola.
- Mirta Busnelli como Silvia Finkel.
- Carmen Vallejo como la abuela Yeta.
- Jorgelina Aruzzi como Valeria "Vale"  Toriello.

### Invitados y Participaciones especiales
- Ricardo Montaner como Ricardo "Ricky", el verdulero.
- Chayanne como él mismo.
- Diego Torres como él mismo.
- Guillermo Francella como Fatogrosso.
- Marley como él mismo.
- Lucía Galán como Marina Finkel. (T1 E40)
- Valeria Lynch como ella misma.
- Moria Casán como Moira Finkel.
- Osvaldo Laport como Franco Buenaventurinsky.
- Catherine Fulop como Bárbara Saint James.
- Patricia Sosa como ella misma.
- Miguel Ángel Rodríguez como Tito Roldán (personaje de Los Roldán).
- Arturo Puig como David Finkel.
- Julián Weich como él mismo.
- Enrique Pinti como él mismo.
- Beto Casella como él mismo.
- Rodrigo Guirao Díaz como Mariano.
- Oscar Alegre como Leon Freder.
- Henny Trayles como Luisa.
- Carlos Roffé como Andres Calvo.
- Guido Gorgatti como Carlos.
- Fernando Peña como Dr. Berlanga.
- Martín Gianola como Ignacio Iraola.
- Gonzalo Heredia como Diego.
- Thelma Fardín como Cintia.
- Fabián Gianola como Gustavo Carmona.
- La Tota Santillán como Ernesto Sabalo (T2 E4).
- Juan Darthes como él mismo.
- Gabriel Corrado como él mismo.
- Estela Raval como ella misma.
- Diego Pérez como Gustavo Redrado. (T1 E40)
- Haydee Padilla como Tía Carmen.
- Gustavo Guillen como Julián.
- Jorge Ibáñez como él mismo.
- Alejandro Lerner como él mismo.
- Manuel Wirtz como Ian Pierre (profesor de francés).
- Juan Manuel Tenuta como Justo Iraola.
- Nicolás Mele como Daniel Civiski.
- Mariano Pelufo como él mismo.
- Nya Quesada como Eloisa (Abuela de Juan Manuel Iraola). (T1 E83)
- Paula Volpe como Judith Sobol. (T1 E83)
- Martín Paulovsky como Roberto. (T1 E84)
- Fabián Arenillas como Dr. Varela. (T1 E84)
- Patricia Castell como Greta. (T1 E8)
- Paola Barrientos como Mirta (una de las mucamas amigas). (T1 E8)
- Raúl Lavie como Franco Marchi. (T1 E23)
- María José Gabín como Amelia Costacurto / Amelie García Lizarazu. (T1 E23)
- Gerardo Chendo como Germán. (T1 E1)
- Mariana Prommel como Sandra. (T1 E1)

## Temporadas y episodios
La serie cuenta con un total de 175 episodios, 136 durante la primera temporada y 39 durante la segunda.

### Temporada 1
| N.º | Título                                                  |
| --- | ------------------------------------------------------- |
| 1   | «Lanus 1 - Barrio Parque 0»                             |
| 2   | «Chao, Pucho»                                           |
| 3   | «Negocios personales»                                   |
| 4   | «Cazorio»                                               |
| 5   | «La guardabosques»                                      |
| 6   | «El mayordomo, el esposo, la mujer y su madre»          |
| 7   | «Mi bella nana»                                         |
| 8   | «La vieja Greta»                                        |
| 9   | «Muertos de risa»                                       |
| 10  | «Nace una estrella»                                     |
| 11  | «Maggie, la modelo»                                     |
| 12  | «El destapador»                                         |
| 13  | «Garganta profunda»                                     |
| 14  | «Echale la culpa a Ibarra»                              |
| 15  | «El salame de Milan»                                    |
| 16  | «Flor, la baguette y la obra que zozobra»               |
| 17  | «Setenta moretones y ningún balcón»                     |
| 18  | «Flor de decisión»                                      |
| 19  | «El club del clon»                                      |
| 20  | «No me acuerdo de mamá»                                 |
| 21  | «Alto en el cielo... Un taxista se va al suelo»         |
| 22  | «Así palmaban mis abuelos»                              |
| 23  | «El francosaurio millonario»                            |
| 24  | «Una vieja disputa»                                     |
| 25  | «Hijos nuestros, hijos nuestros!!!»                     |
| 26  | «Te llevo bajo mi piel»                                 |
| 27  | «Que desdicha tus salchichas»                           |
| 28  | «El hombre de la bolsa... de residuos»                  |
| 29  | «El enano maldito»                                      |
| 30  | «Atrapadas sin saliva»                                  |
| 31  | «El arcángel Gabriel»                                   |
| 32  | «No me rompas la huelga»                                |
| 33  | «La momia azteca»                                       |
| 34  | «A mover el boom boom»                                  |
| 35  | «Te llenaron la canasta»                                |
| 36  | «No te mueras sin decir cuánto dejas»                   |
| 37  | «La última curda de Eduardo Mindonga»                   |
| 38  | «Gay o no gay... Esa es la cuestión»                    |
| 39  | «Muñeco bravo»                                          |
| 40  | «Las hermanas sean unidas»                              |
| 41  | «La créme de la créme»                                  |
| 42  | «Flor es robada en los jardines de Palermo»             |
| 43  | «No resistiré»                                          |
| 44  | «La empleada, el patrón y un mismo colchón»             |
| 45  | «Un cacho de cultura»                                   |
| 46  | «Éramos pocos llego la tía»                             |
| 47  | «El cartero miente dos veces»                           |
| 48  | «El señor de los anillos... afanados»                   |
| 49  | «Bulines y balines»                                     |
| 50  | «A falta de pan, buenas son las... Finkel»              |
| 51  | «Moviendo las cabezas»                                  |
| 52  | «La Ira Ola está de fiesta»                             |
| 53  | «Todo sobre tu madre»                                   |
| 54  | «Compradora que huye, sirve para otro shopping»         |
| 55  | «Un corte y enseguida volvemos»                         |
| 56  | «Cazada por la mafia»                                   |
| 57  | «Sin dulce espera, Flor se desespera»                   |
| 58  | «Yo, la peor (vestida) de todas»                        |
| 59  | «La que se va porque la echan, vuelve porque la llaman» |
| 60  | «La mala estrella de David»                             |
| 61  | «Volver a empezar... sin Teté»                          |
| 62  | «Las Roldana»                                           |
| 63  | «A pedir de boca»                                       |
| 64  | «Maldición divina divina»                               |
| 65  | «La carpa del amor»                                     |
| 66  | «Todo incluido no incluye marido»                       |
| 67  | «Anastasia: qué suerte pa' la desgracia»                |
| 68  | «Viejos son los trapos»                                 |
| 69  | «Patas de nana»                                         |
| 70  | «Lo enganché, le pifié, lo fleté»                       |
| 71  | «Pongo huevo»                                           |
| 72  | «(Sin) Contacto en Francia (Parte 1)»                   |
| 73  | «(Sin) Contacto en Francia (Parte 2)»                   |
| 74  | «El que amanece con chicos, no termina casado»          |
| 75  | «La fama cuesta... abajo»                               |
| 76  | «Corazón partido»                                       |
| 77  | «Un castigo justo»                                      |
| 78  | «La marca te deseo»                                     |
| 79  | «Huracán Finkel»                                        |
| 80  | «En Barrio Parque, no te cases ni te embarques»         |
| 81  | «Floorbichos»                                           |
| 82  | «Hola Florencia, te estamos llamando»                   |
| 83  | «Hasta que la muerte (y Judith Sobol) los separe»       |
| 84  | «Incesto sentido»                                       |
| 85  | «El jamón del sandwich (Parte 1)»                       |
| 86  | «El jamón del sandwich (Parte 2)»                       |
| 87  | «Robo al banco (Parte 1)»                               |
| 88  | «Robo al banco (Parte 2)»                               |
| 89  | «Un moco en el diván (Parte 1)»                         |
| 90  | «Un moco en el diván (Parte 2)»                         |
| 91  | «¿Madre... hay una sola? (Parte 1)»                     |
| 92  | «¿Madre... hay una sola? (Parte 2)»                     |
| 93  | «Lisa te inspira, Flor te expira (Parte 1)»             |
| 94  | «Lisa te inspira, Flor te expira (Parte 2)»             |
| 95  | «Loca de remate (Parte 1)»                              |
| 96  | «Loca de remate (Parte 2)»                              |
| 97  | «Miramar estaba serena, (pero llegó la ballena)»        |
| 98  | «Unas pascuas en ascuas (Parte 1)»                      |
| 99  | «Unas pascuas en ascuas (Parte 2)»                      |
| 100 | «Pará Fidel, pará (Parte 1)»                            |
| 101 | «Pará Fidel, pará (Parte 2)»                            |
| 102 | «Moira Finkel: Re banana!!!»                            |
| 103 | «Amor a la mexicana (Parte 1)»                          |
| 104 | «Amor a la mexicana (Parte 2)»                          |
| 105 | «El caso manchita»                                      |
| 106 | «Grandes macanas en primera plana (Parte 1)»            |
| 107 | «Grandes macanas en primera plana (Parte 2)»            |
| 108 | «Memphis, la blusera, Flor, la franelera (Parte 1)»     |
| 109 | «Memphis, la blusera, Flor, la franelera (Parte 2)»     |
| 110 | «El gran escape (Parte 1)»                              |
| 111 | «El gran escape (Parte 2)»                              |
| 112 | «Soy rumano»                                            |
| 113 | «Mi gran casamiento ciego»                              |
| 114 | «El crucero del sopor»                                  |
| 115 | «La boda de mi mejor amiga»                             |
| 116 | «Se armó la gorda»                                      |
| 117 | «Asesinatos en bandeja»                                 |
| 118 | «Poné a Fatogrosso»                                     |
| 119 | «Poné a Fatogrosso (El desafío del puma)»               |
| 120 | «Franco Buenaventurinsky, el profe»                     |
| 121 | «Trato hecho y un pie deshecho»                         |
| 122 | «Lunar de Barrio Parque»                                |
| 123 | «Flor, Colombia y un problema de cartel»                |
| 124 | «Perdiendo el juicio»                                   |
| 125 | «Éramos tan progres»                                    |
| 126 | «Silvia, una mujer extra-ordinaria»                     |
| 127 | «Tuteame que me gusta»                                  |
| 128 | «Qué gay de nuevo, viejo»                               |
| 129 | «Fernando Espeche, flor de galán»                       |
| 130 | «Estrellita mía»                                        |
| 131 | «Moco un poco, nada más»                                |
| 132 | «Es una nena...!!»                                      |
| 133 | «La vida es puro cuento»                                |
| 134 | «Dame fuego»                                            |
| 135 | «El compromiso (Parte 1)»                               |
| 136 | «El compromiso (Parte 2)»                               |

### Temporada 2
| N.º | Título                                        |
| --- | --------------------------------------------- |
| 1   | «La cena de los crotos»                       |
| 2   | «Mirá quien baila»                            |
| 3   | «Una fiesta muy paqueta»                      |
| 4   | «Nace una estrella... fugaz»                  |
| 5   | «Estoy verde, no me dejan salir»              |
| 6   | «Ocho reinas»                                 |
| 7   | «Una navidad para recordar»                   |
| 8   | «Ganga directa»                               |
| 9   | «El contrato prenupcial»                      |
| 10  | «La guerra de las ganancias»                  |
| 11  | «Un roto para un descosido»                   |
| 12  | «Algún día hijo, todo esto será... ¿De ella?» |
| 13  | «Un hombre lobo en Barrio Parque»             |
| 14  | «El patovica de la boda»                      |
| 15  | «Despedida de soltero»                        |
| 16  | «El gran escape»                              |
| 17  | «Casamiento (Parte 1)»                        |
| 18  | «Casamiento (Parte 2)»                        |
| 19  | «La isla de la fantasía... frustrada»         |
| 20  | «El peso de la ley Finkel»                    |
| 21  | «Las niñeras sean eternas»                    |
| 22  | «Todo sobre mi segunda madre»                 |
| 23  | «Modelo para armar»                           |
| 24  | «¿Somos mucho más que dos?»                   |
| 25  | «Adiós cigüeña adiós»                         |
| 26  | «Un embarazo a largo plazo»                   |
| 27  | «Una cigüeña en Miami»                        |
| 28  | «El desalojo»                                 |
| 29  | «El cumpleaños de Isaac»                      |
| 30  | «El cheque volador»                           |
| 31  | «Mamita querida»                              |
| 32  | «Barcelona, allá vamos»                       |
| 33  | «Un doctor en la familia»                     |
| 34  | «Los productores»                             |
| 35  | «Los gemelos fantásticos»                     |
| 36  | «El casamiento de Maggie»                     |
| 37  | «Marcia, la vidente incongruente»             |
| 38  | «El gran final (Parte 1)»                     |
| 39  | «El gran final (Parte 2)»                     |

## Audiencia
La niñera fue una apuesta muy grande para Telefé, ya que era la primera sitcom[cita requerida] hecha en Argentina. Pero el miedo de que fracase fue descartado, ya que La niñera tuvo éxito, y en su primera temporada, emitida desde enero a septiembre de 2004, obtuvo un promedio final de 24.7 puntos de índice de audiencia, en sus 136 episodios, y el índice de audiencia más alto fue cuando alcanzó la gran cifra de 32.0 puntos de índice de audiencia, mientras que el promedio fue de 14.8. La serie fue renovada para una segunda temporada que se estrenó el 4 de enero de 2005, y que fue emitida en el horario central a la 21.30hs, sin embargo, La niñera no tuvo tanto éxito como lo hizo la primera temporada, y el programa llegó a su fin el 16 de marzo de 2005, y su promedio final fue de 17.1, en sus 39 episodios, y su índice de audiencia pico solo fue de 21.2 obtenidos en su capítulo final, mientras que el promedio fue de 11.6.

## Premios y nominaciones
| Año  | Premio               | Categoría                      | Programa         | Resultado |
| ---- | -------------------- | ------------------------------ | ---------------- | --------- |
| 2004 | Premio Clarín        | Actriz de TV                   | Florencia Peña   | Nominada  |
| 2004 | Premio Clarín        | Mejor Ficción Diaria Comedia   | La niñera        | Ganadora  |
| 2004 | Premio Martín Fierro | Actriz Protagonista de Comedia | Florencia Peña   | Ganadora  |
| 2004 | Premio Martín Fierro | Actor de reparto en Comedia    | Roberto Carnaghi | Ganador   |
| 2004 | Premio Martín Fierro | Actriz de reparto en Comedia   | Carmen Vallejo   | Nominada  |
| 2004 | Premio Martín Fierro | Actriz de reparto en Comedia   | Carola Reyna     | Ganadora  |
| 2004 | Premio Martín Fierro | Actriz de reparto en Comedia   | Mirta Busnelli   | Nominada  |
| 2004 | Premio Martín Fierro | Mejor Comedia                  | La niñera        | Nominada  |